# Hulk
Hulk er en grøn tegneseriefigur med overnaturlige kræfter, som også har et alter ego, videnskabsmanden Bruce Banner. Er i både Danmark og USA kendt som Hulk. Han blev skabt af Jack Kirby og Stan Lee for Marvel Comics. Oprindeligt var han grå, men af trykketekniske årsager blev han gjort grøn, en farve han siden for det meste har haft.
Første blad udkom så tidligt som 1962, men efter kun 6 numre lukkede bladet. Siden kunne man følge korte Hulk-historier i Tales to Astonish, et blad som fra nr. 102 skiftede navn til Hulk. I Danmark har Hulk haft sit eget blad i flere omgange, ligesom han har optrådt i flere andre blade under andre titler, f.eks. Mega-Marvel.
Hulk fik sine kræfter ved et uheld under testen af den gamma-bombe, som Bruce Banner selv havde været med til at skabe. Bruce Banner forvandler sig siden til Hulk, når han bliver ophidset eller skræmt, da metamorfosen til Hulk finder sted under udskillelsen af adrenalin. For det meste har Bruce Banner ingen kontrol over den stærke, men dumme Hulk eller nogen form for erindring over hvad der er fundet sted, i den tid han har været Hulk.
Hulk er ofte blevet jaget af general Ross, lederen af Hulkbasen, der skal uskadeliggøre den fare, den amerikanske stat mener, Hulk udgør. Andre gennemgående figurer er Betty Ross, generalens datter, der modsat sin far har varme følelser overfor Bruce Banner/Hulk, Glenn Talbot, generalens højre hånd, der også er forelsket i Betty og deler det samme had for Hulk som general Ross selv, og Rick Jones, teenageren som Bruce Banner reddede ved uheldet ved gammabombetesten og i lange perioder Hulks eneste ven.

## Udvalgte film
- Avengers: Endgame (2019)
- Avengers: Infinity War (2018)
- Thor: Ragnarok (2017)
- Avengers: Age of Ultron (2015)
- The Avengers (2012)
- The Incredible Hulk (2008)
- The Hulk (2003)